# Ministerio de Desarrollo Social (Panamá)
El Ministerio de Desarrollo Social de Panamá (MIDES) es un Ministerio de la República de Panamá que forma parte del Órgano Ejecutivo. Este ministerio se encarga de las situaciones sociales de la República de Panamá. Los antecedentes del actual ministerio se remontan al 15 de enero de 1969 con el Ministerio de Trabajo y Bienestar Social que es creado por medio del decreto n.º 2 de gabinete.